# Пенси
Пенси — перевал в Ладакхе, известен как Врата Занскара. Высота 4400 м над уровнем моря соединяет Суру и долину Занскара. На стыке с Сурру можно видеть пик высотой 7012 м, тогда как горы на севере 6873 м. Перевал находится в 25 км от Рангдум-Гомпа.
К западу от водораздела Пенси лежит река Суру, важный приток Инда, соединяющий с Каргилом. Ледник Дранг-друнг, который находится к востоку от перевала, является источником реки Стод (Дода), которая течёт в Падумской долине, и, соединяясь с Царап Чу, рождает могучий Заскар.
«Спуск с Пенси в долину Стод [в Занскаре] круче, чем подъём от Рангдум-Гомпы, но не слишком труден. Дорога продуваема всеми ветрами, со множеством изгибов, её пересекают пешком чтобы спуститься к реке. Дикий ревень можно увидеть растущим на склонах. Обычно пешеходные маршруты идут о левому берегу реки Стод (или Дода). . . . Трава на сколонах Пенси служит отличными пастбищами, также это отличное место для лагеря.»
Пенси также является воротами в Падум, административный центр Занскара в округе Каргил. Шоссе длинной 240 км ведёт от Каргила до Падама, через Пенси и открыта 5 месяцев с мая по октябрь.
До постройки современной дороги, перевал, видимо был проходим только три месяца, в остальное время там лежали глубокие снега.

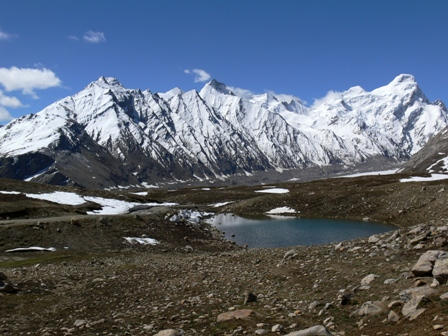
Ледниковое озеро и ледник Дранг-Друнг, вид с Пенси, Занскар, Ладакх, Индия.
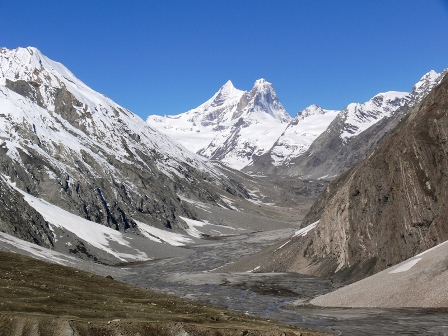
Пик Пенси — исток реки Стод
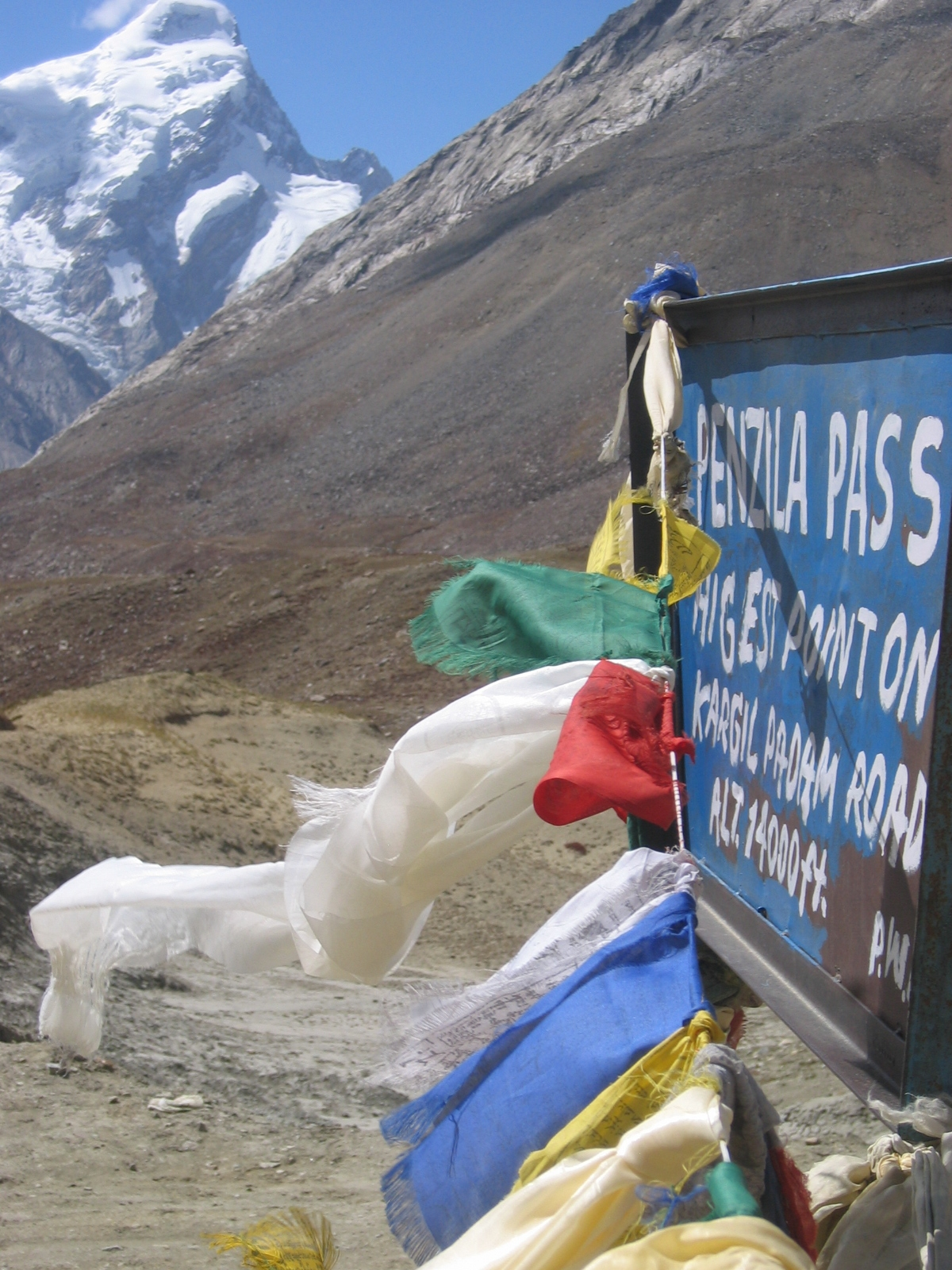
Флажки «лунгта» в самой высокой части перевала